# 檜垣俊幸
檜垣　俊幸（ひがき　としゆき、1928年7月18日 - ）は、日本の実業家。今治造船のグループ社主。

## 経歴
1928年7月18日に造船業を営む檜垣正一の3男として誕生した。1943年3月に今治市立近見尋常高等小学校高等科を卒業後、今治造船に入社。今治造船は父親の檜垣正一の経営していた造船会社などが合併して誕生した造船会社であった。
戦後の1945年には今治造船を退社して檜垣造船有限会社を設立していたが、1955年に愛媛汽船の赤尾柳吉らと共に休業に陥っていた今治造船を再スタートさせた。1959年2月には今治造船の全株式を檜垣家が取得。以後、今治造船の専務取締役、副社長、代表取締役社長、代表取締役会長などを歴任し、2017年4月にグループ社主に就任。
造船不況で大手がドックを削減し、新事業にシフトするなか、今治造船は経営不振の地場の造船会社を次々と傘下に収め規模を拡大。今治造船を業界トップに押し上げる礎を築き、「中興の祖」と呼ばれている。

### 略歴
- 1943年4月 - 今治造船（株）入社。
- 1945年8月 - 今治造船（株）を退社し、檜垣造船（有）を設立。
- 1955年4月 - 赤尾柳吉と岡田恭平らと共に今治造船（株）を再スタートし、今治造船（株）の常務取締役に就任。
- 1959年2月 - 今治造船（株）の全株式を取得。
- 1971年4月 - 今治造船（株）専務取締役。
- 1984年6月 - 今治造船（株）代表取締役専務取締役。
- 1990年6月 - 今治造船（株）代表取締役副社長。
- 1992年6月 - 今治造船（株）代表取締役社長。
- 1995年6月 - 日本造船工業会副会長。
- 2001年10月 - 今治商工会議所会頭。
- 2004年6月 - 今治造船（株）代表取締役会長。
- 2017年4月 - 今治造船（株）グループ社主（現任）。

## 栄典・栄誉
- 勲二等瑞宝章（2002年）
- 今治市名誉市民（2008年）

## 家族
- 檜垣為治（祖父）
- 檜垣正一（父親）
- 檜垣久雄（父親の弟） - 檜垣造船を創業。
- 檜垣幸人（長男。今治造船代表取締役社長）